# Sprachregelung
Eine Sprachregelung ist eine Anweisung  oder Übereinkunft, wie bestimmte Dinge zu bezeichnen sind, wenn die Sprache an sich verschiedene Möglichkeiten zuließe.
Nach der Definition des Digitalen Wörterbuchs der deutschen Sprache (DWDS) ist Sprachregelung eine „auf Manipulation abzielende Regelung, die eine bestimmte sprachliche Darstellung eines Sachverhalts fordert, wobei wesentliche Aspekte dieses Sachverhalts entstellt oder außer Acht gelassen werden“.

## Bedeutung
Sprachregelungen können festlegen, wie und wann und in welchem Zusammenhang einzelne Wörter und Erklärungen anzuwenden sind, welche Wörter und Erklärungen zu vermeiden sind und welche Ausdrücke stattdessen zu verwenden sind. Sprachregelungen entstammen dem üblichen Vorgehen in Politik und Behörden. Inzwischen sind sie auch in den meisten größeren Organisationen üblich. 
Sie stellen sicher, dass Äußerungen verschiedener Teile der Organisation nicht widersprüchlich klingen, obwohl sie das Gleiche aussagen bzw. das Gleiche gemeint ist. Außerdem sorgen sie (wenn sie eingehalten werden) dafür, dass nur das gesagt wird, was die Leitung der betreffenden Organisation vermitteln möchte. Eine Sprachregelung beinhaltet oft einen Euphemismus.
Sprachregelungen dienen im politischen Bereich vor allem dazu, eine bestimmte Sichtweise von Dingen oder Zuständen im Bewusstsein der Öffentlichkeit zu verankern. Ein Begriff wird wie ein Markenname genutzt; mit ihm besetzt man ein politisches Thema. Oft werden zwei bis drei Begriffe der Allgemeinsprache fest zusammengefügt, zum Beispiel:
- Kooperative Gesamtschule
- 35-Stunden-Woche mit vollem Lohnausgleich

Zunehmend verbreitet ist im politischen Bereich auch die Verwendung als euphemistisches Synonym für den deklaratorischen Formelkompromiss (ein Formelkompromiss ist ein fauler Kompromiss, weil nicht durch Konsens errichtet).
Ein bekanntes Beispiel einer informellen Sprachregelung ist die Verwendung der Präfixe „Atom-“ und „Kern-“:
- Befürworter sprachen seit dem Ende der 1950er Jahre von Kernenergie, Kernkraftwerk usw.;
- Gegner verwendeten den Begriff „Atom-“

Fast jeder Interessierte kannte diese Konvention; durch die Wortwahl war sofort klar, auf welcher Seite jemand stand.
Ähnlich sprachen einige Anhänger der politischen Linken und viele Linksextremisten in den 1970ern von „BRD“ statt von „Deutschland“, u.z. dies, um ihre politische Gesinnung zu signalisieren und um einen eingrenzenden Begriff anstatt eines gebräuchlichen, aber in ihren Augen anmaßenden zu verwenden. Für alle anderen politisch Interessierten war es geradezu tabu, das Wort „BRD“ zu verwenden. In der Phase der Berufsverbote reichte es der Gesinnung überprüfenden Bürokratie schon aus, wenn der Befragte von BRD oder von West-Berlin statt von Berlin oder Berlin-West sprach.

## Beispiele
- In der DDR musste Ost-Berlin in offiziellen Verlautbarungen grundsätzlich als „Berlin, Hauptstadt der DDR“ bezeichnet werden. Während Ertragsüberschüsse in den eigenen staatlichen Betrieben als „Gewinn“ bezeichnet wurden, wurden die Gewinne westdeutscher Unternehmen als „Profit“ bezeichnet und mit der Konnotation „geldgierig“, „kapitalistisch“ versehen.[2][3]
- In der Bundesrepublik Deutschland durfte lange Zeit in offiziellen Verlautbarungen von der DDR nicht als von einem Staat gesprochen werden. Stattdessen wurden weiterhin „Sowjetische Besatzungszone“ oder ähnliche Begriffe verwendet.
- Viele Behörden und andere Organisationen in Industriestaaten legen für offizielle Verlautbarungen geschlechtsneutrale Schreibung („Gendersternchen“) fest.
- In der Sprache des Nationalsozialismus gab das Reichsministerium für Volksaufklärung und Propaganda unter Joseph Goebbels im Rahmen der Gleichschaltung im NS-Staat Sprachregelungen für viele Bereiche vor, so zum Beispiel „Kinderlandverschickung“ für Evakuierung aus bombardierten Städten, „Sonderbau“ für Lagerbordell und „Endlösung der Judenfrage“ für die Festnahme, Deportation, Tötung und Beseitigung der Juden im nationalsozialistischen Herrschaftsbereich (Holocaust). Der Überfall auf Polen und die Kampfhandlungen dort 1939 durften nicht Krieg genannt werden, sondern Gegenangriff,  der uns aufgezwungen wurde.[4]
- Ein Computerhersteller gibt vor, dass in Handbüchern für die vertriebenen PCs nur „Kunststoff“ und nicht „Plastik“ geschrieben werden darf. („Plastik“ hat die Konnotation „billig und nicht besonders haltbar“.)
- Wegen der Ablehnung von Anglizismen haben sich in der sprachkonservativen Szene folgende Sprachregelungen eingebürgert: Weltnetz = Internet; Heimseite = Homepage; Verweis = Link.
- „35-Stunden-Woche mit vollem Lohnausgleich“ ist ein Euphemismus wegen des Begriffs Lohnausgleich, der mit Gerechtigkeit konnotiert ist. Er könnte bedeuten: „Wer mehr arbeitet, verdient mehr; wer weniger arbeitet, verdient weniger.“ Jedoch ist gemeint: Die Arbeitszeit soll von 40 auf 35 Stunden sinken und der Lohn soll gleich bleiben. Das ist eine Erhöhung des Stundenlohns um gerundet 14,3 %.
- Während der COVID-19-Pandemie in Deutschland vermieden die meisten staatliche Stellen den politisch belasteten Begriff der Ausgangssperre und bezeichneten entsprechende Maßnahmen als „Ausgangsbeschränkung“.